# In Distortion We Trust
In Distortion We Trust è l'album di debutto del gruppo heavy metal svedese Crucified Barbara, pubblicato nel 2005. Dall'album sono stati estratti tre singoli e prodotti altrettanti videoclip; Losing The Game, Rock'n'Roll Bachelor e Play Me Hard. Nell'ottobre del 2006 è uscita un'edizione speciale dell'album, che contiene un DVD con dei filmati della vita on the road del gruppo e 3 tracce in più: la versione acustica di My Heart Is Black e le cover di Killed By Death e Shout It Out Loud, rispettivamente di Motörhead e Kiss.

## Tracce
1. Play Me Hard – 3:35
2. In Distortion We Trust – 3:45
3. Losing the Game – 3:52
4. Motorfucker – 3:40
5. I Need a Cowboy from Hell – 3:29
6. My Heart Is Black – 3:33
7. Hide 'Em All – 3:35
8. Going Down – 2:52
9. I Wet Myself – 3:06
10. Rock 'n' Roll Bachelor – 3:08
11. Bad Hangover – 3:46

Tracce bonus della riedizione 2006
1. My Heart Is Black (Acoustic) – 5:04
2. Killed By Death (cover dei Motörhead) – 3:57
3. Shout It Out Loud (cover dei Kiss) – 3:18

## Formazione
- Mia Coldheart - voce, chitarra
- Klara Force - chitarra
- Ida Evileye - basso
- Nicki Wicked - batteria